# 2e (Afrikaanse) Divisie
De 2e (Afrikaanse) Divisie (Engels: 2nd (African) Division) was een koloniale militaire eenheid uit het Britse Rijk die actief was tijdens de Tweede Wereldoorlog.

## Geschiedenis
Op 19 juli 1940 werd de 2e (Afrikaanse) Divisie gevormd in Kenia, Brits Oost-Afrika. Op 24 november 1940 werd de divisie omgedoopt tot de 12e (Afrikaanse) Divisie (Engels: 12th (African) Division). De 12e (Afrikaanse) Divisie stond ook bekend als de 12e (Oost-Afrikaanse) Divisie (Engels: 12th (East African) Division). In oktober 1941 werd de West-Afrikaanse brigade uit de Goudkust (Ghana) overgeplaatst en vervangen door een Oost-Afrikaanse brigade. 
De 12e (Afrikaanse) Divisie was een van de drie divisies die onder bevel stond van luitenant-generaal Alan Cunningham. Tijdens de Campagne in Oost-Afrika viel de 12e (Afrikaanse) Divisie Italiaans-Somaliland vanuit Kenia aan en rukte daarna op richting Ethiopië. 
Op 18 april 1943 werd de divisie ontbonden.

## Bevelhebbers
- generaal-majoor Alfred Reade Godwin-Austen (1940-1941)
- generaal-majoor Charles Christopher Fowkes (1941-1943)

## Eenheden
In januari 1941 bestond de divisies uit de:
- 22e (Oost-Afrikaanse) Brigade
- 25e (Oost-Afrikaanse) Brigade
- 24e (Goudkust) Brigade